# 원소 (수학)
수학에서 원소(元素 element)는 집합을 이루는 개체들이다. 원소 대신 구성원(member)라는 용어를 쓰기도 한다.
x는 S의 원소이다는 것을 나타내는 표기는 다음과 같으며, 달리 'x는 S에 속한다', 또는 'x는 S의 구성원이다'라고 읽을 수 있다 :
{\displaystyle x\in S}
집합에 속하는 각각의 대상들은 집합 존재의 원인 요소이므로, 원소라고 하는 것이다.
원소는 이 세상의 그 무엇이든 될 수 있다. 즉, 감정,과목,사람,숫자,이름,글자,사랑ᆞ평화ᆞ자유와 같이 추상적인 어휘 등 우리주변에서 볼 수 있는, 볼 수 없는 모든 것들은 그 대상이 분명하다면 원소가 될 수 있다.
이 때문에, 집합도 원소가 될 수 있다.
수학은 수를 다루는 학문이기 때문에,집합의 원소는 주로 숫자이다.
참고로, 행렬 등을 이루는 개체들도 원소 또는 원라고도 한다.

## 같이 보기
- 항등원
- 한원소 집합